# Casa de Benjamin Ogle Tayloe
La casa de Benjamin Ogle Tayloe es una casa de estilo federal ubicada en 21 Madison Place NW en Washington D . C., la capital de Estados Unidos. Wstá en la esquina noreste de Madison Place NW y Pennsylvania Avenue NW, directamente al otro lado de la calle de la Casa Blanca y el Edificio del Tesoro. Construida en 1828 por Benjamin Ogle Tayloe, hijo del coronel John Tayloe III (quien construyó la famosa Octagon House), la casa se convirtió en un salón para personas políticamente poderosas del gobierno federal.
Phoebe Tayloe heredó la casa tras la muerte de Tayloe en 1868. Después de su muerte en 1881, más de 200 estatuas de mármol, esculturas de bronce, muebles finos y pinturas de la casa fueron donadas a la Galería de Arte Corcoran. La sobrina de Phoebe Warren Tayloe, Elizabeth H. Price, heredó la casa en 1882 y luego la vendió al senador James Donald Cameron de Pensilvania por 60 000 dólares en 1887. Alrededor de 1896, el Senado de Estados Unidos aprobó una legislación que habría convertido el edificio en la residencia oficial del vicepresidente de Estados Unidos, pero la Cámara de Representantes no actuó sobre el proyecto de ley. Cameron arrendó la casa al vicepresidente Garret Hobart desde marzo de 1897 hasta el otoño de 1899 y la prensa y el público apodaron la casa como el "Rincón Histórico" y la "Casa Blanca Crema" por la gran cantidad de visitas y reuniones de importancia política que se celebraron en el locales, con estimados invitados como la Comisión Internacional de Límites y el Príncipe Alberto de Bélgica. La mala salud de Hobart llevó a la familia a abandonar la Casa Tayloe en el otoño de 1899 y Cameron luego arrendó la casa al senador republicano Mark Hanna desde enero de 1900 hasta 1902. Se hicieron famosas las importantes discusiones políticas de Hanna del momento con William McKinley y Theodore Roosevelt sobre desayunos sustanciales de hash y panqueques.
La Unión del Congreso por el Sufragio de la Mujer arrendó la casa en el otoño de 1915 e hizo del edificio su sede durante dos años. El Cosmos Club había considerado comprar la casa a la familia Tayloe en 1885 y finalmente la compró en diciembre de 1917. La desocuparon en 1952 para trasladarse a su nueva sede; el edificio fue comprado por el gobierno de Estados Unidos y se usó para oficinas. Desde octubre de 1958 hasta noviembre de 1961, la casa fue la sede de la Administración Nacional de Aeronáutica y del Espacio (NASA).
Casi arrasado en 1960 junto con otros edificios en Lafayette Square, el cabildeo y el apoyo exitosos de la recién elegida administración Kennedy en 1961 llevaron a abandonar las propuestas originales para destripar el edificio. La primera dama Jacqueline Kennedy contribuyó decisivamente a persuadir al arquitecto John Carl Warnecke, un amigo de su esposo, para que creara un diseño que incorporara los nuevos edificios con los antiguos, basado en la teoría arquitectónica del contextualismo. Se unieron la Casa Cutts-Madison, el edificio Cosmos Club y la Casa Benjamin Ogle Tayloe, y se construyó un patio entre ellos y el edificio de los Tribunales Nacionales. El edificio ha permanecido como parte del Howard T. Markey National Courts Building desde entonces y ahora está incluido en el Registro Nacional de Lugares Históricos.

## Construcción

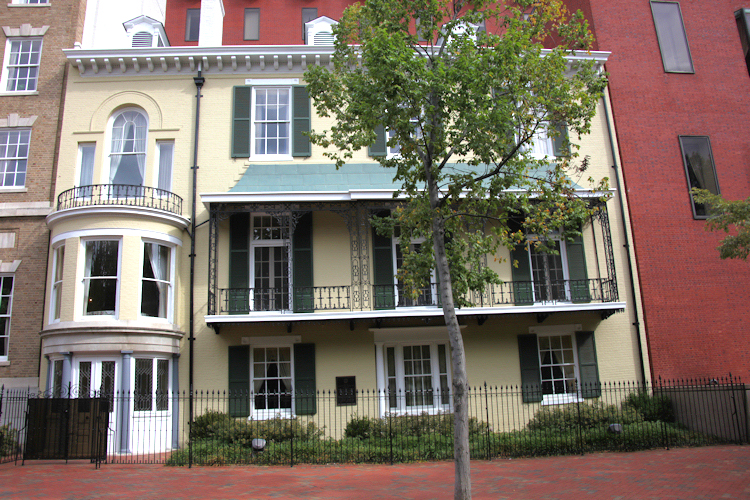
Vista frontal

Benjamin Ogle Tayloe se casó con Julia Maria Dickinson el 8 de noviembre de 1824 Aunque Tayloe prefirió vivir en Windsor, su propiedad en el condado de King George, en el estado de Virginia, su esposa pidió que se mudaran a la ciudad, donde ella se sentía más cómoda. La casa fue construida en los Lotes 10 y 11 en la Plaza 221. En el momento de la construcción del edificio en 1828, la extensión de la ciudad desde 15th Street NW (una cuadra al este de la casa) hasta 17th Street NW desde la Casa Blanca al norte hasta H Street NW era un campo plano sin árboles y arbustos.
Como se construyó originalmente, la casa de estilo federal tenía tres pisos. La casa terminada tenía cuatro o cinco salones. Estaba construida con ladrillo de color crema sin pintar. La entrada estaba nivelada con el suelo, con una ventana orientable sobre ella en el segundo piso y una ventana palladiana en el tercer piso encima. Un pórtico ovalado protegía a los visitantes que llegaban a las puertas de entrada.

## Propiedad de Benjamin O. Tayloe
La casa se completó en 1828, pero no se ocupó de inmediato. Tayloe tenía un fuerte desacuerdo político con el presidente recién elegido, Andrew Jackson, y se negó a mudarse a la casa. Tayloe arrendó el edificio a Thomas Swann, Sr., un abogado (y el padre de Thomas Swann, Jr., quien se convirtió en gobernador de Maryland en 1866). Swann abandonó la casa en noviembre de 1829, momento en el que Tayloe y su esposa la ocuparon. La casa fue un importante lugar de reunión social para importantes habitantes de Washington en las cuatro décadas posteriores a su construcción. En 1829, cuando Henry Clay dejó la oficina de Secretario de Estado, los Tayloes adquirieron gran parte del mobiliario de su casa y lo utilizaron para decorar su hogar. Tayloe House fue la última casa en Washington visitada por el presidente William Henry Harrison antes de su muerte en 1841.

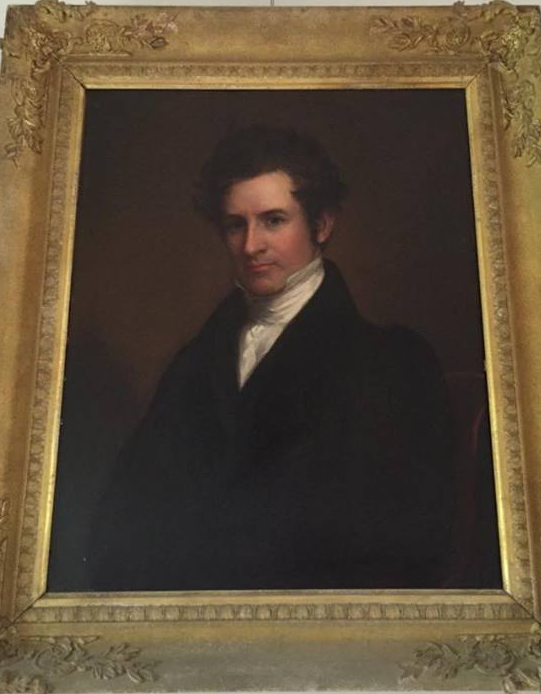
Benjamin Ogle Tayloe por Thomas Sully

Julia Tayloe murió el 4 de julio de 1846. Tayloe se casó con Phoebe Warren el 17 de abril de 1849.
La casa fue escenario de un asesinato en 1859. Philip Barton Key II era hijo de Francis Scott Key y sobrino del presidente del Tribunal Supremo Roger B. Taney. En la primavera de 1858, Key comenzó a tener una aventura con Teresa Bagioli Sickles, la esposa de su amigo Daniel Sickles. El 26 de febrero de 1859, Sickles se enteró del asunto. Al día siguiente, vio a Key en Lafayette Square haciendo una señal a su esposa. Sickles salió corriendo al parque, sacó una sola pistola y disparó tres veces al desarmado Key mientras el otro hombre suplicaba por su vida. Key fue llevado a la cercana casa Tayloe y murió momentos después. El espíritu de Key, afirman testigos y autores, ahora acecha a Lafayette Square y se puede ver en las noches oscuras cerca del lugar donde le dispararon.

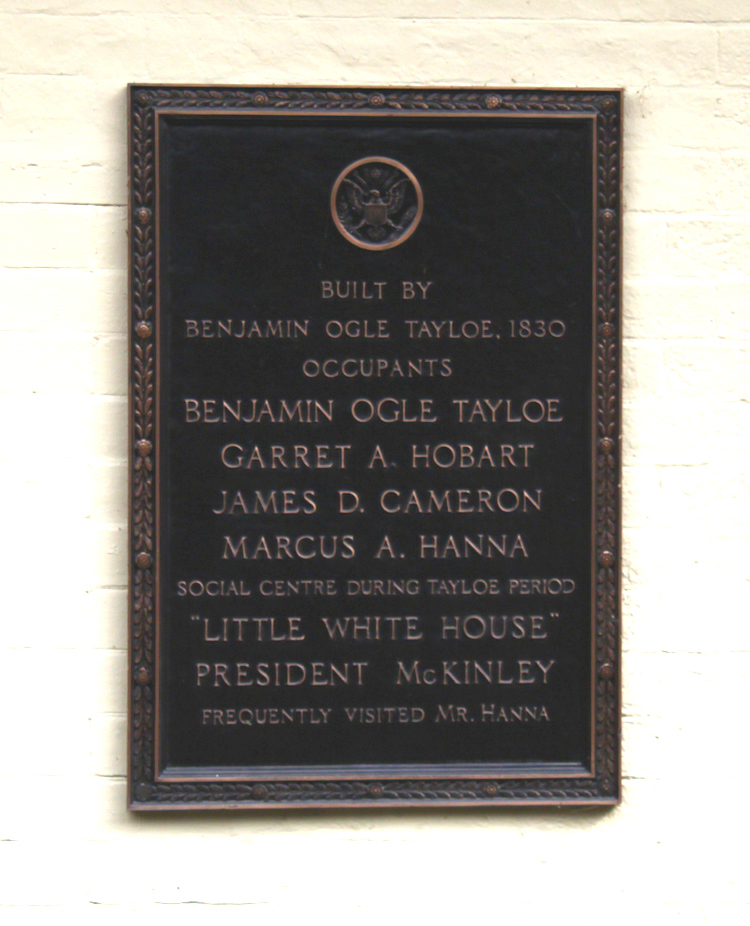
Placa conmemorativa

La casa Tayloe se convirtió en un lugar de encuentro destacado para muchas de las principales figuras políticas de la política estadounidense de principios del siglo XIX. Tayloe fue uno de los miembros más influyentes y activos del Partido Whig en el Distrito de Columbia. Entre los muchos visitantes frecuentes de la casa se encontraban el presidente del Tribunal Supremo John Marshall, el senador y secretario de estado Henry Clay, el senador y secretario de estado Daniel Webster, el vicepresidente y secretario de estado John C. Calhoun, el senador Henry Clay, el senador y secretario de estado Lewis Cass, el secretario de estado Edward Livingston, el presidente de la Cámara y el senador Robert Charles Winthrop, el general Winfield Scott, el senador y secretario de estado Edward Everett, el senador y secretario de estado William H. Seward, el juez asociado Joseph Story y muchos otros. Los presidentes John Quincy Adams, Martin Van Buren, William Henry Harrison, Zachary Taylor y Millard Fillmore también eran invitados frecuentes. Anthony Trollope pasó gran parte de su tiempo libre entretenido por los Tayloe en su casa durante su visita a Washington D . C., en el invierno de 1862.
Benjamin Ogle Tayloe murió el 28 de febrero de 1868, y Phoebe Tayloe heredó la casa. Después de su muerte en 1881, más de 200 estatuas de mármol, esculturas de bronce, muebles finos y pinturas de la casa fueron donados a la Galería de Arte Corcoran. La sobrina de Phoebe Warren Tayloe, Elizabeth H. Price, heredó la casa en 1882.
En abril de 1885, el Cosmos Club consideró comprar la casa a la familia Tayloe. El influyente club ya poseía la mayor parte de la cuadra al norte de Tayloe House y se estaba expandiendo rápidamente. Valuó la casa en 60 000 dólares y el mobiliario en 5 000 dólares adicionales. El Cosmos Club se negó a comprar la casa después de que una investigación descubrió que el costo de mejorar la propiedad de Tayloe para su uso sería demasiado costoso.

## Propiedad de Don Cameron
El senador Don Cameron de Pensilvania compró la casa de Benjamin Ogle Tayloe por 60 000 dólares en 1887, y residió allí por un tiempo. Cameron amplió la casa de manera significativa, reconstruyendo casi por completo su interior. Después de la renovación, la entrada principal se abrió a un vestíbulo de entrada cuadrado. Una chimenea adornaba el salón. Las grandes salas a ambos lados del vestíbulo de entrada se utilizaron como espacio de oficina. Una amplia escalera conducía desde el vestíbulo de entrada hasta el segundo piso, donde había cuatro grandes habitaciones. Las habitaciones se abrían una a la otra, permitiendo que el segundo piso se abriera a algo que se acercaba a un solo gran salón de baile. Las ventanas del segundo piso llegaban hasta el suelo. Una veranda de hierro recorría todo el segundo piso. La casa contuvo un total de 30 habitaciones después de la renovación. Sin embargo, Cameron no renovó el exterior, que siguió siendo el mismo de siempre. Henry Adams era un invitado frecuente de los Cameron, jugando a menudo con su hija Martha para aliviar sus ataques de depresión.
Alrededor de 1896, el Senado de Estados Unidos aprobó una legislación que habría convertido el edificio en la residencia oficial del vicepresidente de Estados Unidos, pero la Cámara de Representantes no actuó sobre el proyecto de ley.

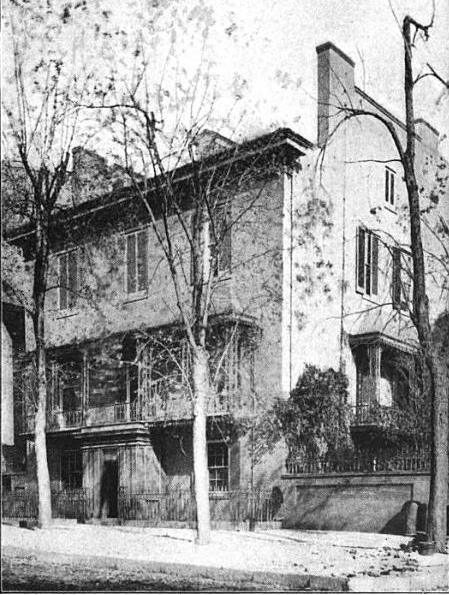
La Casa Tayloe en 1886, el año anterior al senador Don Cameron lo compró

Cameron arrendó la casa al vicepresidente Garret Hobart desde marzo de 1897 hasta el otoño de 1899. Ningún otro vicepresidente había vivido nunca tan cerca de la Casa Blanca, y esta proximidad ayudó tanto a impulsar el acceso de Hobart al presidente y su influencia con él, que lo llamaron "presidente asistente" y ahora es considerado uno de los más poderosos. Vicepresidentes de la historia de Estados Unidos. En varias ocasiones, Hobart entretuvo a todo el Senado de Estados Unidos en la casa, así como al presidente William McKinley. La Comisión Internacional de Límites (que estableció gran parte del límite terrestre y marítimo entre Estados Unidos y Canadá) cenó en la casa en una cena formal organizada por Hobart, al igual que Alberto I de Bélgica. La prensa y el público apodaron la casa como el "Rincón Histórico" y la "Casa Blanca Crema" (una referencia al color de sus ladrillos) por el gran número de visitantes y reuniones de importancia política que se llevaron a cabo en las instalaciones durante el mandato de Hobart allí. La mala salud de Hobart llevó a la familia a dejar la Casa Tayloe en el otoño de 1899 y regresar a Nueva Jersey (donde Hobart murió el 21 de noviembre).
Luego, Cameron arrendó la casa al senador Mark Hanna desde enero de 1900 hasta 1902. Hanna desarrolló sus planes para la reelección del presidente McKinley mientras residía en la Cámara, planes que dieron lugar a la primera elección presidencial de "mucho dinero" en la historia de Estados Unidos. La casa también acogió los famosos grandes desayunos de Hanna de hash y panqueques, sobre los que se tomarían las decisiones políticas más importantes del momento. Estas comidas eran tan importantes desde el punto de vista político que el presidente Theodore Roosevelt desayunaba con Hanna todos los domingos. McKinley y otras personas políticamente poderosas visitaron tanto la casa que se la conoció como la "Pequeña Casa Blanca".  Fue precisamente en un desayuno de este tipo el 10 de marzo de 1902 cuando JP Morgan le preguntó a la senadora Hanna si el gobierno de Estados Unidos tenía alguna intención de presentar una demanda antimonopolio contra la recientemente formada Northern Securities Company. Hanna dijo que el gobierno no presentaría una demanda contra el fideicomiso. Cuando el gobierno presentó una demanda horas después, Morgan acusó a Hanna de traicionarlo y Hanna acusó a Roosevelt de traicionarlo. Hanna murió en el cargo el 15 de febrero de 1904.
La Unión del Congreso por el Sufragio de la Mujer arrendó la casa en el otoño de 1915 e hizo del edificio su sede durante dos años. El grupo alquiló la casa para enfatizar su importancia en la lucha por el sufragio femenino.

## Cosmos Club y propiedad del gobierno federal

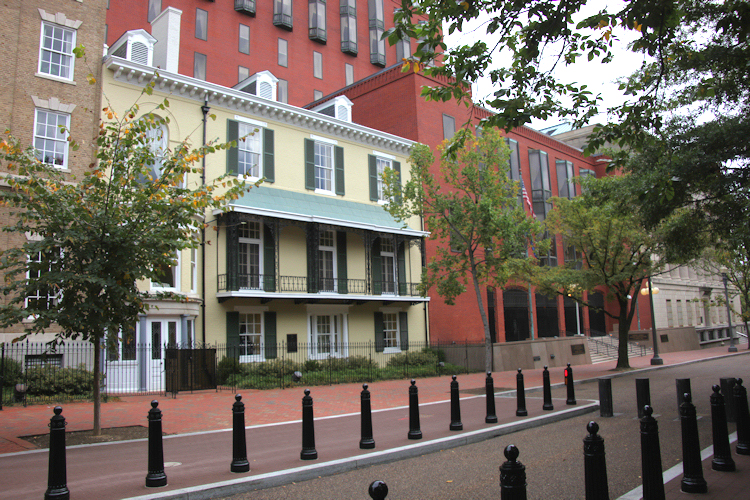
La Casa Tayloe con el edificio de los Tribunales Nacionales de Markey a la derecha y al fondo

El Cosmos Club finalmente compró la casa el 1 de diciembre de 1917. Usó la casa como anexo para las mujeres y convirtió los establos en una sala de reuniones.
El Cosmos Club abandonó la Casa Tayloe en 1952 para mudarse a la nueva sede en Townsend Mansion en 2121 Massachusetts Avenue NW, momento en el que el gobierno de Estados Unidos compró el edificio y lo usó para oficinas. Desde octubre de 1958 hasta noviembre de 1961, la sede de la Administración Nacional de Aeronáutica y del Espacio (NASA) estuvo en la Casa Tayloe. T. Keith Glennan, el primer administrador de la NASA, también tuvo allí su oficina .
En 1960, la Casa Tayloe casi fue arrasada. El ímpetu para derribar casi todas las estructuras históricas en Lafayette Square comenzó 60 años antes. En 1900, el Congreso de Estados Unidos aprobó una resolución que estableció la Comisión del Parque del Senado de Estados Unidos (también conocida como la "Comisión McMillan" porque estaba presidida por el senador republicano James McMillan de Míchigan). El encargo de la Comisión del Parque era conciliar visiones en competencia para el desarrollo de Washington D . C. y, en particular, el National Mall y las áreas adyacentes. Las propuestas de la Comisión del Parque, que se conocieron como el "Plan McMillan", proponían que todos los edificios alrededor de Lafayette Square fueran demolidos y reemplazados por edificios altos y neoclásicos revestidos de mármol blanco para uso de agencias de la rama ejecutiva. Durante un tiempo, pareció que la Casa Cutts-Madison no sobreviviría. La Casa Corcoran de William Wilson Corcoran en 1615 H Street NW fue demolida en 1922 y reemplazada por la sede neoclásica de la Cámara de Comercio de Estados Unidos. Las casas Hay-Adams fueron arrasadas en 1927 por el desarrollador inmobiliario Harry Wardman, y el Hay-Adams Hotel se construyó en el lugar. En la cercana 1616 H Street NW, Brookings Institution compró el jardín trasero a los propietarios privados de Decatur House y construyó allí un edificio de oficinas modernista de ocho pisos. Se gastaron varios millones de dólares a fines de la década de 1950 en diseños para demoler todos los edificios en el lado este de Lafayette Square y reemplazarlos por un edificio de oficinas blanco y modernista que albergaría oficinas judiciales.
La oposición a la demolición de Tayloe House y otros edificios en Lafayette Square comenzó a formarse poco después de que se anunciara el plan para arrasar las estructuras. Los senadores James E. Murray y Wayne Morse, varios miembros de la Cámara de Representantes y ciudadanos del Distrito de Columbia presionaron para derrotar la legislación que autoriza la demolición de los edificios. El Instituto Americano de Arquitectos (AIA) dedicó la edición de febrero de 1961 de su revista a un "Lamento por Lafayette Square". La AIA estableció un comité para desarrollar planes para salvar los edificios y adaptar las nuevas estructuras para que incorporaran el estilo y la sensación de las casas más antiguas.
La administración Kennedy recién elegida indicó el 16 de febrero de 1961 que estaba ansiosa por conservar las casas históricas existentes en Lafayette Square. En noviembre, el Comité de los 100 en la Ciudad Federal (un grupo influyente de líderes de la ciudad) le pidió al presidente Kennedy que salvara y restaurara todos los edificios restantes en Lafayette Square. En febrero de 1962, la primera dama Jacqueline Kennedy presionó al director de la Administración de Servicios Generales (GSA), Bernard L.Boutin, para detener la demolición y adoptar un plan de diseño diferente. "Los saboteadores no han comenzado todavía, y hasta que lo hagan se pueden salvar", escribió. La señora Kennedy reclutó al arquitecto John Carl Warnecke, un amigo de su esposo que estaba en la ciudad ese fin de semana, para crear un diseño que incorporara los nuevos edificios con los antiguos. Warnecke concibió el diseño básico durante ese fin de semana,  y trabajó en estrecha colaboración con la señora Kennedy durante los próximos meses para formalizar la propuesta de diseño. El diseño fue presentado al público y a la Comisión de Bellas Artes (que tenía aprobación sobre cualquier plan) en octubre de 1962, y con la señora Kennedy respaldando a la Comisión adoptó la propuesta de diseño revisada de Warnecke.
El diseño de Warnecke para la plaza se basó en la teoría arquitectónica del contextualismo. El diseño de Warnecke no solo construyó los primeros edificios modernos en Lafayette Square, sino que fueron los primeros edificios de la ciudad en utilizar el contextualismo como filosofía de diseño.  El diseño de Warnecke para el Edificio de los Tribunales Nacionales de Markey era crear estructuras altas y planas en ladrillo rojo que servirían como fondos relativamente discretos para las casas residenciales de colores más claros como la Casa Cutts-Madison.  Se unieron la Casa Cutts-Madison, el edificio Cosmos Club y la Casa Benjamin Ogle Tayloe, y se construyó un patio entre ellos y el Edificio de los Tribunales Nacionales. 
La Casa Tayloe sigue siendo parte del complejo de edificios de los Tribunales Nacionales desde entonces.